# 272省道 (广东省)
肇珠公路（或「省道272線」、「S272線」）是中國廣東省的一條公路，這條公路经过肇庆、江门、佛山和珠海四市，起点为肇庆火车站，与321国道连接，終點為珠海机场，全长208.678公里。
根据2017年的省道网规划，S272未来将缩短到金湾。
1. ↑  广东省交通运输厅.  (PDF). 2017-02-27  [2023-05-10]. （原始内容存档 (PDF)于2021-05-24）.